# Pa Ousman Ndow
Pa Ousman Ndow (* 2. Juli 1954 in Bathurst; † 8. Juni 2011) war ein gambischer Fußballspieler auf der Position des Mittelfeldspielers.

## Leben
Ndow war der Sohn von Pa Matarr Ndow, bekannt als Alhajie Njagga Ndow, und Mam Musu Joof. Als Jugendlicher besuchte er von 1961 bis 1967 die Muhammed Primary School. Während seiner Grundschulzeit spielte er drei Jahre lang für die Schule und wechselte dann von 1967 bis 1971 zur BCC-Schule. In der Jugendmannschaft spielte er mit Baboucarr „BS“ Sanneh, Essa „Sukuro“ Bobb, Abdoulie Jagne, Antouman Secka, Momodou „Bla“ Sibbi, Ebrima „Pill-bi“ Jallow und Baboucarr „Laos“ Sowe. Er spielte in Armitage an der Crab Island School und wurde während dieser Zeit von Ebrima „Pesseh“ Njie entdeckt.
In der Saison 1971/72 schloss er sich dem Pesseh XI an, zusammen mit anderen Spielern wie Kebba „King K“ Njie, Emmanuel Conteh, ACey, Sankareh Jawo, Bekai Njie, Martin Jobe, Marget Jobe, Victor Gabbidon, Paul Ogoo, William Kennedy, Bye „Voe“ Nyass, Alex Dacosta, Cherno Mballow, Tijan Sanneh, Charles „Kofi“ Davies, Ebrima „Pill-bi“ Jallow, Sulayman Njie, Momodou „Adumi“ Ceesay, Baboucarr „Maya“ Ceesay.
In der Saison 1972/73 meldete sich Pesseh XI in der zweiten Liga an und benannte den Verein in Benfica um. 1973/74 stieg Benfica in die erste Liga auf und während dieser Zeit wurde Ndow eingeladen, für die Juniorenmannschaft des Senegal zu spielen. In der Saison 1975/76 stiegen mit Police FC, Eben, Benfica, White Phantoms, Adonis und Augustians Bathurst sechs Mannschaften ab und Pa Ndow wechselte zu Wallidan Banjul. Für Benfica bestritt er 60 Spiele. In der Saison 1976/77 wechselte er zu Wallidan, wo er bis 1988 spielte. Für Wallidan absolvierte er 164 Spiele in der Liga und im FA Cup. Er gewann sieben Mal die Meisterschaft und acht Mal den FA Cup.
Sein Länderspieldebüt gab er 1977 gegen die Dänemark am 3. Februar 1977 unter Cherno Bara Touray und Kebba „Master“ Njie. Er bestritt 10 Länderspiele für die Nationalmannschaft. Mitglieder des damaligen Kaders waren: Burama Jaiteh, Baboucarr Sanneh, Alhajie Nyan, Tony Joiner, Adama Samba, Kabba „MI“ Jallow, Saloum Njie, Baboucarr „Edacarr“ Bah, Momodou Njie. Ndow und die Reservisten waren Momodou Musa, Mustapha Conteh, Abdoulie Star Jallow, Emmanuel Conteh und Ebou „Limba“ Faye.
Pa Ousman Ndow verstarb am 8. Juni 2011 und wurde einen Tag später beigesetzt.